# Février 1911

## Événements
- Le dirigeable anglais « Beta » est équipé d'une radio.

- 9 février : Paul Poiret lance la jupe-culotte.

- 18 février : les premières lettres transportées par avion sont embarquées par le pilote Henri Péquet au cours d'un raid en Inde de Allahabad à Naini Junction.

- 28 février, France : démission du gouvernement d’Aristide Briand.

## Naissances
- 2 février : Reinhard Breder, conseiller du gouvernement allemand et SS-Standartenführer  participant à l'Holocauste en Union Soviétique († 22 octobre 2002).
- 6 février : Ronald Reagan, acteur et président des États-Unis († 5 juin 2004).
- 17 février : Juliana Sambin, supercentenaire française. 
  - Jandeline, comédienne française († 24 juin 1998).
- 19 février : André Albert, journaliste et homme politique français († 15 juin 1976).
  - « El Estudiante » (Luis Gómez Calleja), matador espagnol († 14 juin 1995).
  - Bill Bowerman, entraîneur sportif américain († 25 décembre 1999).
  - Max Tourailles, résistant français († 31 mars 1944).

## Décès
- 7 février : Frederik Abrahamson, officier et homme politique danois (° 29 octobre 1822).